# David Sánchez (hudebník)
David Sánchez (* 9. září 1968) je portorický jazzový saxofonista. Na saxofon začal hrát ve svých dvanácti letech a později studoval na Berklee College of Music a Rutgers University. V roce 1990 se stal členem orchestru Dizzyho Gillespieho. Později se vydal na sólovou dráhu; jeho album Coral z roku 2004, které nahrál s Pražskými filharmoniky, bylo oceněno cenou Grammy. během své kariéry spolupracoval i s dalšími hudebníky, mezi které patří Harold Lopez Nussa, Jonny King nebo Antonio Sánchez.